# José Manuel Delgado Rodríguez
José Manuel Delgado Rodríguez (Sevilla, 24 december 1949) is een Spaans componist en muziekpedagoog.
Na zijn muziekstudies werd hij professor voor hobo aan het Conservatorio Superior de Música "Manuel Castillo" te Sevilla. Hij is ook president van de sectie voor muziek van het Ateneo in Sevilla. Eveneens is hij technische directeur van het Real Orquesta Sinfónica de Sevilla en directeur van de Hermandad de la Santa Caridad de Nuestro Señor Jesucristo. 

## Composities

### Werken voor banda (harmonieorkest)
- 1987 Jesús con la Cruz al Hombro
- 1997 María Santísima de la Hiniesta
- 1997 Lunes Santo en el Museo
- 1998 Reina del Rosario (opgedragen aan: Virgen del Rosario de la Hermandad sevillana de Montesión)
- 1999 Reina de Todos los Santos
- 2001 Madre del Mayor Dolor
- 2003 A mi Virgen del Museo
- 2004 Las Coplas de San Teodomiro, Patrón de Carmona

## Publicaties
- José Manuel Delgado Rodríguez: Instrumentación para la sinfónica de la Saeta nº 1 del Silencio
- José Manuel Delgado Rodríguez: Coplas de Culto para el Cristo del Buen Fin y del Museo